# Bourton (Dorset)
Pour les articles homonymes, voir Bourton.
Bourton est une paroisse civile et un village du Dorset, en Angleterre.